# 1930年代上海

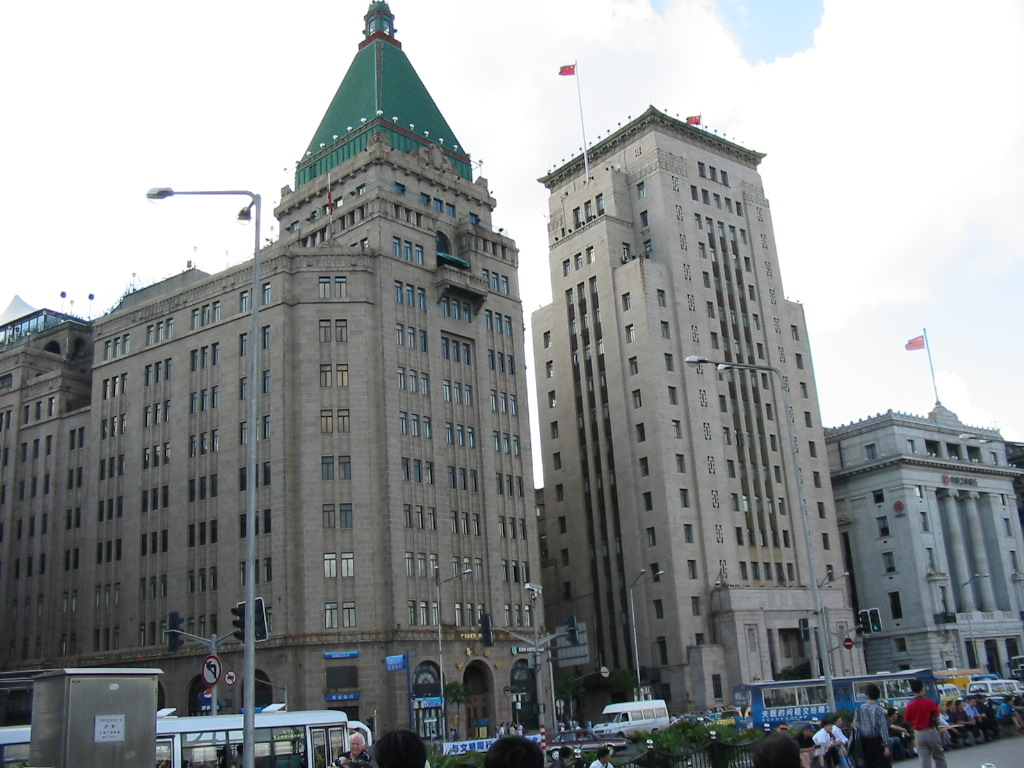
沙逊大厦与中国银行大楼

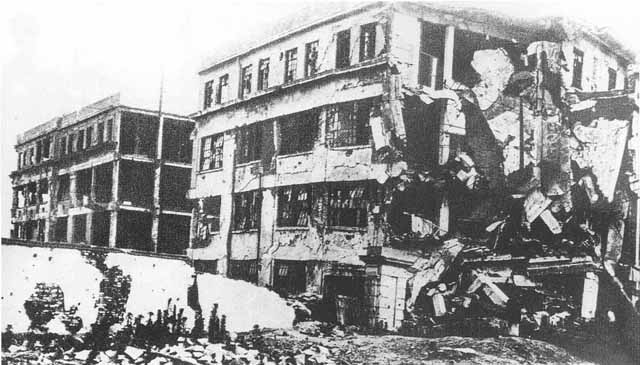
轰炸后的上海商务印书馆，1932年

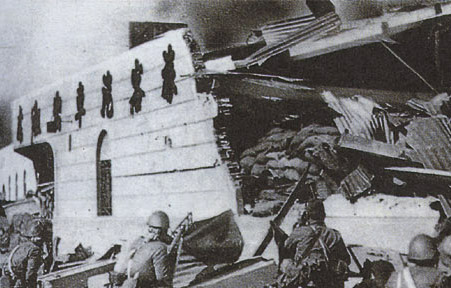
淞沪会战，1937年

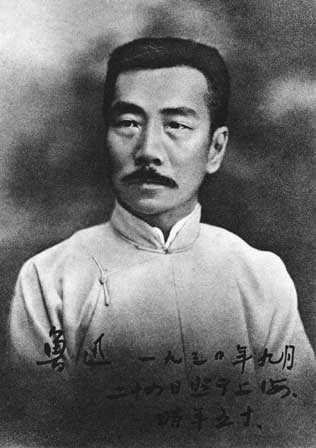
鲁迅1930年照于上海

在1930年代，上海的繁荣达到鼎盛时期。在1920年代，汉口、广州、香港几大商埠都因为受到政治风潮的冲击，繁荣大为减色，不少中外商人转往上海发展。1928年，南京被国民政府确定为中华民国首都，原来大批聚集于北京、天津的政客又纷纷南下，其中很多都选择在上海租界中定居。

## 高层建筑
自1925年以后，上海公共租界工部局停止了越界筑路，上海租界的平面扩张态势受到扼阻，于是租界内开始大规模兴建高层建筑。1929年9月5日，在上海地价最高之处——南京路外滩转角处建成了上海第一幢10层以上高层建筑，13层的沙逊大厦（今和平饭店）。同年，沙逊财团在法租界迈尔西爱路又建成高14层的华懋公寓（今锦江饭店）。此后10年间，上海共建成31座高层建筑，超过其他中国城市之总和。1934年8月，21层的百老汇大厦（今上海大厦）在北苏州路2号落成。同年12月5日，由四行储蓄会兴建的22层的国际饭店在静安寺路（今南京西路）170号落成。

## 新上海市中心区规划
1929年7月，上海特别市政府决定在公共租界东北方，江湾区翔殷路以北、闸殷路以南、淞沪路以东及其周围地区建设“新上海市中心区”，与租界竞争。1931年，上海市政府制定“新上海市中心区”道路规划，拟建130余条道路，采用以中、华、民、国、上、海、市、政、府等9字为首字组成的词组命名路名。1932年，筑三民路（今三门路）、府前内路（今清源环路）等道路。1933年，上海市政府大厦（今上海体育学院办公大楼）在今清源环路650号落成，并修筑了国定路、府南路（今盘山路）、府南右路（今黑山路）等20条道路。1935年8月，上海市体育场（今上海市江湾体育场）在今淞沪路245号建成。
同一时期，在南京政府的规划下，开始修筑公路网。1932年10月10日，沪杭公路完成。1935年7月8日，沪苏公路（今曹安公路）筑成通车。同年8月15日，锡沪公路筑成通车。

## 两次中日之战
1931年九一八事變後，中國民間的反日情緒高漲，9月26日，约20万人在公共体育场〔沪南体育场〕举行抗日救国大会。日本方面声称将采取自卫手段保护日侨利益。1932年1月18日，在毗邻上海公共租界东区（杨树浦）的华界马玉山路三友实业社门外，发生了日本日莲宗托钵僧人被工廠糾察隊殴打致死的事件，日本侨民大肆报复，焚毁三友实业社，砍死租界华人巡捕，袭击华人商店。1月28日23时30分，日军海军陆战队从北四川路向西占领淞沪铁路防线，在天通庵车站遇到国军十九路軍的猛烈抵抗。1月29日凌晨，日机轰炸闸北华界，宝山路584号商务印书馆及东方图书馆（中國最大的私人圖書館，藏書超過三十萬冊）均被炸毁。中日两国在上海闸北区激烈的軍事衝突持续时间长达一个多月，日方投入总兵力达三個師團七万人，中国方面，張治中指揮的第五軍也加入上海作戰，甚至南京国民政府也暂时迁移到洛阳，以示决不屈服（年底才迁回南京）。直到3月2日，由于日军在太仓浏河登陆，中国军队形成腹背受敌的局面，于是开始撤军，次日宣佈停戰。3月24日，中日双方开始在英国驻沪领事馆进行停战谈判。5月5日，中日簽署《淞沪停战协定》。日军返回战前防区（上海公共租界北区、东区及其越界筑路地带），国军暂留现驻地（沪宁铁路上的安亭镇至长江边的浒浦一线），交战区划为非武装地区。闸北华界的商号被毁达4204家，房屋被毁1.97万户。
在兩國正式簽署停戰協定前，日人在4月29日於虹口公園舉行閱兵，慶祝日本天皇長壽的天長節及日軍勝利。韓國人反日人士尹奉吉混入人群中，向主賓席投擲炸彈，結果白川義則被炸死，日本駐華公使重光葵被炸斷一腿，海軍中將野川吉三郎被炸瞎一目。尹奉吉後來被捕，在日本被处死。
5年之后，1937年8月13日，蒋中正调动大约70万中国军队（包括他的大部分精锐部队），在上海附近与日军展开长达3个月的淞沪会战，虽然中国军队付出了极大的代价，但最终实力占优势的日本军队击败了中国军队，武力占领上海除租界以外的全部地区。在淞沪会战期间，闸北华界几乎全部被毁，而上海公共租界的北半部，即今虹口、杨浦两区作为日军防区和日本势力范围，和华界一样受到重创。同济大学（吴淞）、复旦大学（江湾）、上海法学院等均遭轰炸。

## 孤岛时期
自从淞沪会战后期，1937年11月11日，中国军队撤离上海南市，到4年后1941年12月7日太平洋战争爆发，上海法租界和苏州河以南仍在英美控制下的半个上海公共租界，开始了长达四年多的孤岛时期。
戴笠指挥的軍統局在上海多次刺殺投日的軍政人員，如1938年9月30日暗杀唐绍仪、1940年暗杀张啸林。而汪精卫政权也在上海成立“国民党中央执行委员会特务委员会特工总部”（俗称“极司非尔路76号”），有李士群、丁默村、吴四宝等。

## 文学
1930年代，大批文化名人聚集在上海。鲁迅从1927年起，定居虹口公园附近（上海公共租界北区越界筑路区域，所谓“半租界”）达十年之久，发表许多杂文和翻译作品，与内山完造等一批日本侨民结为好友，直到1936年病逝。此外还有一批左翼作家，

## 电影和舞厅
1930年代，美国好莱坞影片在上海大行其道，公共租界静安寺路上的大光明电影院和法租界霞飞路上的国泰大戏院（Cathay Theatre）都开设于这一时期，设备豪华，专门放映好莱坞影片。二三流影院也放映国产片，当时中国的电影业基本上集中于上海，其中影响较大的有5个公司：明星影片公司、天一影片公司、联华影业公司、艺华影业公司、新华影业公司。同时也出现了一批知名的明星，如周璇、阮玲玉等。周璇在《三星伴月》影片里的名曲《何日君再来》后来被许多歌手一再翻唱，直到1980年代由邓丽君翻唱时，又在台湾和中国大陆再度掀起热潮。当时著名舞厅包括仙乐斯舞厅（Ciros）、百乐门舞厅（Paramont）、丽都花园舞厅（今上海市政协旧址）、米高美、五层楼，这五家著名舞厅，被当时上海老克拉们称为五（舞）大厅。